# Alexander Badrow

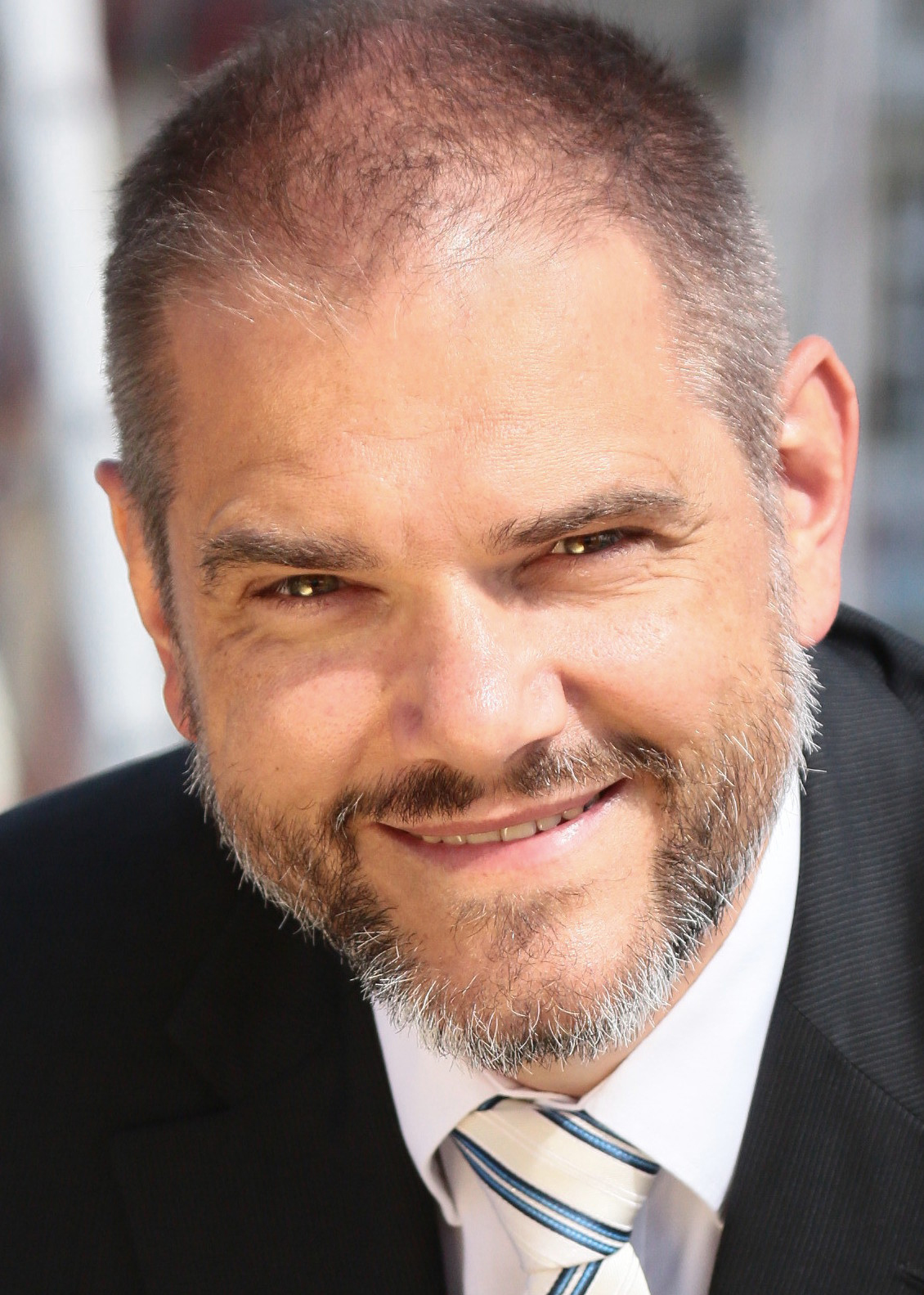
Alexander Badrow (2018)

Alexander Badrow (* 25. Oktober 1973 in Stollberg/Erzgeb.) ist ein deutscher Politiker der Christlich Demokratischen Union Deutschlands (CDU) und seit dem Jahr 2008 Oberbürgermeister von Stralsund.

## Karriere
Badrow besuchte von 1990 bis 1992 in Stollberg/Erzgeb. die Erweiterte Oberschule. Anschließend studierte er bis 1997 Bauingenieurswesen an der Technischen Universität (TU) in Dresden. Von 1997 bis 2003 war er an der TU Dresden als Wissenschaftlicher Mitarbeiter tätig. Im Jahr 2000 wurde er im Bereich „Verkehrs- und Infrastrukturplanung“ zum Dr.-Ing. promoviert. Von Januar 2003 bis März 2005 arbeitete Badrow bei der Stadt Frankfurt am Main als Sachgebietsleiter für den Öffentlichen Personennahverkehr und den ruhenden Verkehr. Im März 2005 wurde er Abteilungsleiter für Straßen und Stadtgrün in der Stadtverwaltung Stralsund und war neben diesen beiden Bereichen auch für den Tiefbau, den Wasser- und Brückenbau und die Verkehrsplanung zuständig.
Zur Wahl des Stralsunder Oberbürgermeisters im Mai 2008, bei der Harald Lastovka (CDU) aus Altersgründen nicht mehr kandidierte, trat Badrow für seine Partei gegen fünf Mitbewerber, darunter Karsten Neumann (Linke) und Jürgen Suhr (Grüne), an und erreichte im ersten Wahlgang am 18. Mai 2008 43,6 % der abgegebenen Stimmen. In der erforderlichen Stichwahl gegen Karsten Neumann am 1. Juni 2008 erreichte Badrow 58,3 % der abgegebenen Stimmen (Wahlbeteiligung: 36,9 %). Alexander Badrow trat sein Amt als Oberbürgermeister am 13. Oktober 2008 an. 
Am 26. April 2015 wurde Alexander Badrow mit 65,1 % der Stimmen bei einer Wahlbeteiligung in Höhe von 38,3 % als Oberbürgermeister erstmals wiedergewählt, zu seinen drei Mitbewerbern gehörten Kerstin Kassner und Claudia Müller. Bei der Wahl des Oberbürgermeisters im Mai 2022 erhielt Badrow am 8. Mai 2022 bei zwei Mitbewerbern mit 67,3 Prozent der abgegebenen Stimmen die absolute Mehrheit, die Wahlbeteiligung lag bei 42,3 Prozent.

## Partei
Im Jahr 2007 trat Badrow in die CDU ein. Am 24. April 2009 wählten die Mitglieder des CDU-Kreisverbands Stralsund Alexander Badrow zum neuen Kreisvorsitzenden als Nachfolger von Jörg Vierkant. Er erhielt 83,6 Prozent der abgegebenen Stimmen. Auf dem Landesparteitag der CDU Mecklenburg-Vorpommern am 8. April 2017 war Badrow mit seiner Bewerbung auf die drei Stellvertreterposten des Landesvorsitzenden nicht erfolgreich.

## Privates
Alexander Badrow ist verheiratet und hat drei Kinder.